# Mistrzostwa Polski Seniorów w Lekkoatletyce 2024
100. Mistrzostwa Polski Seniorów w Lekkoatletyce – zawody lekkoatletyczne, które odbyły się w dniach 27–29 czerwca 2024 na Stadionie im. Zdzisława Krzyszkowiaka w Bydgoszczy. Ich organizatora Zarząd Polskiego Związku Lekkiej Atletyki wybrał w październiku 2023.

## Rezultaty
| NR – rekord Polski \| CR – rekord mistrzostw Polski \| NUR – rekord Polski młodzieżowców (do lat 23) \| SB – najlepszy wynik w sezonie |
| NL – najlepszy tegoroczny wynik na polskich listach \| PB – rekord życiowy                                                             |

### Mężczyźni
| Konkurencja:                  | 1. miejsce                                                                       | Rezultat  | 2. miejsce                                                                        | Rezultat | 3. miejsce                                                                                 | Rezultat |
| Bieg na 100 m                 | Dominik Kopeć KS Agros Zamość                                                    | 10,63     | Oliwer Wdowik CWKS Resovia Rzeszów                                                | 10,67    | Adrian Brzeziński MKL Toruń                                                                | 10,67    |
| Bieg na 200 m                 | Marek Zakrzewski AML Słupsk                                                      | 20,50 NUR | Łukasz Żak AZS UMCS Lublin                                                        | 20,61    | Łukasz Żok ALKS AJP Gorzów Wlkp.                                                           | 20,65    |
| Bieg na 400 m                 | Maksymilian Szwed AZS Łódź                                                       | 45,25 NUR | Igor Bogaczyński MKL Jarocin                                                      | 45,42    | Karol Zalewski KS AZS UWM Olsztyn                                                          | 45,66    |
| Bieg na 800 m                 | Filip Ostrowski KKL Rodło Kwidzyn                                                | 1:50,58   | Mateusz Borkowski KS AZS AWF Warszawa Patryk Sieradzki CWZS Zawisza Bydgoszcz     | 1:50,72  | –                                                                                          | –        |
| Bieg na 1500 m                | Maciej Wyderka KS AZS AWF Katowice                                               | 3:37,78   | Filip Rak AZS KU Politechniki Opolskiej                                           | 3:39,09  | Kamil Herzyk SLiS JUST TEAM Bielsko-Biała                                                  | 3:40,94  |
| Bieg na 5000 m                | Kamil Herzyk SLiS JUST TEAM Bielsko-Biała                                        | 14:02,09  | Nikodem Dworczak WMLKS Nadodrze Powodowo                                          | 14:02,76 | Aleksander Wiącek OKS Start Otwock                                                         | 14:03,90 |
| Bieg na 3000 m z przeszkodami | Maciej Megier AZS-AWFiS Gdańsk                                                   | 8:38,75   | Adam Bajorski RLTL GGG Radom                                                      | 8:41,65  | Wiktor Antosz Kraków Athletics Team                                                        | 8:43,94  |
| Bieg na 110 m przez płotki    | Jakub Szymański SKLA Sopot                                                       | 13,25 =   | Damian Czykier KS Podlasie Białystok                                              | 13,41    | Krzysztof Kiljan KS AZS AWF Warszawa                                                       | 13,64    |
| Bieg na 400 m przez płotki    | Krzysztof Hołub AZS UMCS Lublin                                                  | 50,32     | Jakub Olejniczak TS Wieliczanka Wieliczka                                         | 50,63    | Piotr Kidoń KS AZS AWF Kraków                                                              | 50,85    |
| Sztafeta 4 × 100 m            | AZS UMCS Lublin Jakub Lempach Patryk Krupa Jakub Chmiel Łukasz Żak               | 40,08     | KS AZS AWF Katowice Jakub Sikorski Artur Łęczycki Przemysław Kozłowski Adam Burda | 40,18    | KS Stal LA Ostrów Wlkp Cyprian Adamcio Nikodem Zimniak Aleksander Wijtasik Eryk Krakowski  | 41,66    |
| Sztafeta 4 × 400 m            | AZS UMCS Lublin Patryk Grzegorzewicz Krzysztof Hołub Maciej Hołub Mikołaj Kotyra | 3:08,42   | OŚ AZS Poznań Mikołaj Pyszka Jan Wawrzkowicz Mikołaj Buzała Jakub Chmielarz       | 3:08,71  | KS AZS AWF Warszawa Dariusz Kowaluk Dominik Adamczewski Mateusz Makowski Mateusz Borkowski | 3:11,00  |
| Chód na 10 000 m              | Maher Ben Hlima RKS Łódź                                                         | 40:33,56  | Dawid Tomala AZS KU Politechniki Opolskiej Opole                                  | 41:53,77 | Artur Brzozowski KKL Stal Stalowa Wola                                                     | 41:56,19 |
| Skok wzwyż                    | Norbert Kobielski MKS Inowrocław                                                 | 2,16      | Mateusz Kołodziejski CWZS Zawisza Bydgoszcz                                       | 2,12     | Damian Donakowski GKS Olimpia Grudziądz                                                    | 2,12     |
| Skok o tyczce                 | Piotr Lisek OSOT Szczecin                                                        | 5,72      | Robert Sobera KS AZS AWF Wrocław                                                  | 5,62     | Paweł Wojciechowski CWZS Zawisza Bydgoszcz                                                 | 5,50     |
| Skok w dal                    | Piotr Tarkowski KS AZS-AWF Biała Podlaska                                        | 7,75      | Adrian Brzeziński MKL Toruń                                                       | 7,66     | Krzysztof Grochowski KS AZS AWF Warszawa                                                   | 7,47     |
| Trójskok                      | Wojciech Galik WKS Wawel Kraków                                                  | 15,93     | Dawid Krzemiński RLTL Optima Radom                                                | 15,85    | Filip Sacha KS AZS AWF Kraków                                                              | 15,77    |
| Pchnięcie kulą                | Michał Haratyk KS Sprint Bielsko-Biała                                           | 19,98     | Konrad Bukowiecki KS AZS UWM Olsztyn                                              | 19,73    | Szymon Mazur KS AZS AWF Warszawa                                                           | 19,72    |
| Rzut dyskiem                  | Oskar Stachnik AZS UMCS Lublin                                                   | 62,22     | Robert Urbanek MKS Aleksandrów Łódzki                                             | 60,62    | Damian Rodziak LUKS Orkan Września                                                         | 56,45    |
| Rzut młotem                   | Paweł Fajdek OŚ AZS Poznań                                                       | 80,02     | Wojciech Nowicki KS Podlasie Białystok                                            | 75,89    | Marcin Wrotyński OŚ AZS Poznań                                                             | 69,37    |
| Rzut oszczepem                | Marcin Krukowski KS Warszawianka                                                 | 81,31     | Cyprian Mrzygłód ALKS AJP Gorzów Wlkp.                                            | 80,37    | Mateusz Kwaśniewski AZS UMCS Lublin                                                        | 76,11    |

### Kobiety
| Konkurencja:                  | 1. miejsce                                                                               | Rezultat | 2. miejsce                                                                            | Rezultat | 3. miejsce                                                                                     | Rezultat |
| Bieg na 100 m                 | Ewa Swoboda KS AZS AWF Katowice                                                          | 11,11    | Pia Skrzyszowska KS AZS AWF Warszawa                                                  | 11,33    | Kryscina Cimanouska KS AZS AWF Warszawa                                                        | 11,40    |
| Bieg na 200 m                 | Martyna Kotwiła RLTL GGG Radom                                                           | 23,10    | Kryscina Cimanouska KS AZS AWF Warszawa                                               | 23,14    | Weronika Bartnowska KS AZS AWF Warszawa                                                        | 23,60    |
| Bieg na 400 m                 | Natalia Kaczmarek KS Podlasie Białystok                                                  | 50,77    | Marika Popowicz-Drapała CWZS Zawisza Bydgoszcz                                        | 51,42    | Justyna Święty-Ersetic KS AZS AWF Katowice                                                     | 52,13    |
| Bieg na 800 m                 | Anna Wielgosz CWKS Resovia Rzeszów                                                       | 2:01,18  | Angelika Sarna KS AZS AWF Warszawa                                                    | 2:01,42  | Martyna Galant OŚ AZS Poznań                                                                   | 2:02,01  |
| Bieg na 1500 m                | Klaudia Kazimierska LKS Vectra Włocławek                                                 | 4:10,96  | Weronika Lizakowska KUKS Remus Kościerzyna                                            | 4:11,91  | Aleksandra Płocińska SRS Kondycja Piaseczno                                                    | 4:12,38  |
| Bieg na 5000 m                | Weronika Lizakowska KUKS Remus Kościerzyna                                               | 15:38,15 | Eliza Megger LKS Pszczyna                                                             | 15:45,47 | Olimpia Breza KUKS Remus Kościerzyna                                                           | 15:53,07 |
| Bieg na 3000 m z przeszkodami | Alicja Konieczek OŚ AZS Poznań                                                           | 9:32,08  | Aneta Konieczek WMLKS Nadodrze Powodowo                                               | 9:32,36  | Patrycja Kapała AZS UMCS Lublin                                                                | 9:42,09  |
| Bieg na 100 m przez płotki    | Pia Skrzyszowska KS AZS AWF Warszawa                                                     | 12,67    | Marika Majewska AZS-AWF Gorzów                                                        | 12,97    | Natalia Szczęsna RLTL GGG Radom                                                                | 12,98    |
| Bieg na 400 m przez płotki    | Joanna Linkiewicz KS AZS AWF Wrocław                                                     | 56,58    | Izabela Smolińska RLTL GGG Radom                                                      | 57,13    | Anna Maria Gryc KS AZS AWF Warszawa                                                            | 57,28    |
| Sztafeta 4 × 100 m            | KS AZS AWF Katowice Monika Kiepura Magdalena Stefanowicz Oliwia Zimoląg Paulina Guzowska | 44,67    | KS AZS AWF Warszawa Weronika Janeczek Aleksandra Kopyłek Lena Sosler Julia Żylla      | 45,23    | AZS-AWFiS Gdańsk Aleksandra Belowska Kamila Sobczyk Kamila Stempkowska Aleksandra Piotrowska   | 45,47    |
| Sztafeta 4 × 400 m            | KS AZS AWF Warszawa Weronika Bartnowska Karolina Łozowska Angelika Sarna Anna Maria Gryc | 3:29,76  | KS AZS AWF Katowice Julia Korzuch Martyna Guzowska Zofia Tkocz Justyna Święty-Ersetic | 3:34,94  | AZS UMCS Lublin Wiktoria Drozd · Adriann Topolnicka · Weronika Taracha · Alicja Wrona-Kutrzepa | 3:35,75  |
| Chód na 10 000 m              | Olga Chojecka WLKS Nowe Iganie                                                           | 44:05,09 | Agnieszka Ellward WKS Flota Gdynia                                                    | 46:22,97 | Magdalena Żelazna AZS-AWF Gorzów                                                               | 47:53,12 |
| Skok wzwyż                    | Maria Żodzik KS Podlasie Białystok                                                       | 1,86     | Paulina Borys SKLA Sopot                                                              | 1,86 =   | Wiktoria Miąso CWKS Resovia Rzeszów                                                            | 1,84     |
| Skok o tyczce                 | Emilia Kusy SKLA Sopot                                                                   | 4,10     | Zofia Gaborska KMS Szczecin Anna Łyko KS AZS AWF Wrocław                              | 4,10     | –                                                                                              | –        |
| Skok w dal                    | Nikola Horowska ALKS AJP Gorzów Wlkp.                                                    | 6,59     | Magdalena Bokun KS AZS AWF Katowice                                                   | 6,45     | Roksana Jędraszak OŚ AZS Poznań                                                                | 6,45     |
| Trójskok                      | Adrianna Laskowska OŚ AZS Poznań                                                         | 13,74    | Agnieszka Bednarek AZS Łódź                                                           | 13,45    | Karolina Młodawska KKL Kielce                                                                  | 13,35    |
| Pchnięcie kulą                | Klaudia Kardasz KS Podlasie Białystok                                                    | 18,52    | Zuzanna Maślana MLKL Płock                                                            | 16,73    | Martyna Karwowska KS Podlasie Białystok                                                        | 14,20    |
| Rzut dyskiem                  | Daria Zabawska AZS UMCS Lublin                                                           | 60,12    | Weronika Muszyńska AZS UMCS Lublin                                                    | 54,09    | Karolina Urban AZS-AWFiS Gdańsk                                                                | 53,25    |
| Rzut młotem                   | Anita Włodarczyk KS AZS AWF Katowice                                                     | 72,06    | Katarzyna Furmanek KKL Kielce                                                         | 69,92    | Malwina Kopron Wisła Puławy                                                                    | 69,55    |
| Rzut oszczepem                | Maria Andrejczyk LUKS Hańcza Suwałki                                                     | 63,93    | Marcelina Witek-Konofał AML Słupsk                                                    | 54,29    | Małgorzata Maślak ULKS Tychowo                                                                 | 53,61    |

## Półmaraton
33. Mistrzostwa Polski w półmaratonie zostały rozegrane 24 marca w Warszawie.
| Konkurencja: | 1. miejsce                       | Rezultat | 2. miejsce                                 | Rezultat | 3. miejsce                                    | Rezultat |
| Mężczyźni    | Mateusz Kaczor RLTL Optima Radom | 1:02:06  | Andrzej Rogiewicz KS Pro Athlete Grudziądz | 1:03:46  | Kamil Karbowiak AZS KU Politechniki Opolskiej | 1:03:47  |
| Kobiety      | Monika Jackiewicz MKL Szczecin   | 1:12:05  | Sabina Jarząbek KKL Kielce                 | 1:12:42  | Anna Bańkowska KS Podlasie Białystok          | 1:13:17  |

## Bieg na 10 000 m
Mistrzostwa Polski w biegu na 10 000 metrów zostały rozegrane 13 kwietnia w Ustce.
| Konkurencja: | 1. miejsce                           | Rezultat       | 2. miejsce                         | Rezultat       | 3. miejsce                          | Rezultat |
| Mężczyźni    | Maciej Megier AZS-AWFiS Gdańsk       | 29:10,40       | Patryk Kozłowski RLTL Optima Radom | 29:17,53       | Wiktor Antosz Kraków Athletics Team | 29:26,64 |
| Kobiety      | Olimpia Breza KUKS Remus Kościerzyna | 33:49,64 (631) | Julia Koralewska AZS-AWFiS Gdańsk  | 33:49,64 (637) | Angelika Mach AZS UMCS Lublin       | 33:58,43 |

## Bieg 6-godzinny
Mistrzostwa Polski w biegu 6-godzinnym zostały rozegrane 20 kwietnia w Warszawie.
| Konkurencja: | 1. miejsce                                | Rezultat | 2. miejsce                                       | Rezultat | 3. miejsce                             | Rezultat |
| Mężczyźni    | Dariusz Nożyński RK Athletics Warszawa    | 93 675 m | Mateusz Dajnowski MKS Chojniczanka Chojnice 1930 | 85 366 m | Jacek Dudek UKS Lider Siercza          | 84 011 m |
| Kobiety      | Patrycja Bereznowska Wieliszew Heron Team | 76 210 m | Katarzyna Chojnacka Jańczak Team                 | 76 124 m | Joanna Bieniek-Ugniewska Sunfit Studio | 75 313 m |

## Maraton
44. Mistrzostwa Polski kobiet w biegu maratońskim i 94. Mistrzostwa Polski mężczyzn w biegu maratońskim odbyły się 28 kwietnia w Łodzi.
| Konkurencja: | 1. miejsce                                   | Rezultat | 2. miejsce                       | Rezultat | 3. miejsce                                    | Rezultat |
| Mężczyźni    | Adam Nowicki MKL Szczecin                    | 2:14:18  | Mateusz Kaczor RLTL Optima Radom | 2:16:29  | Kamil Karbowiak AZS KU Politechniki Opolskiej | 2:18:25  |
| Kobiety      | Aleksandra Brzezińska CWZS Zawisza Bydgoszcz | 2:34:35  | Emilia Mazek KS AZS AWF Warszawa | 2:36:07  | Anna Bańkowska KS Podlasie Białystok          | 2:36:33  |

## Chód na 20 km
Zawody o mistrzostwo Polski kobiet i mężczyzn w chodzie na 20 kilometrów odbyły się 5 maja w Warszawie w ramach Korzeniowski Warsaw Race Walking Cup 2024.
| Konkurencja: | 1. miejsce                             | Rezultat | 2. miejsce                         | Rezultat | 3. miejsce                              | Rezultat   |
| Mężczyźni    | Artur Brzozowski KKL Stal Stalowa Wola | 1:21:46  | Maher Ben Hlima RKS Łódź           | 1:23:28  | Jakub Jelonek CKS Budowlani Częstochowa | 1:25:28    |
| Kobiety      | Katarzyna Zdziebło LKS Stal Mielec     | 1:31:18  | Agnieszka Ellward WKS Flota Gdynia | 1:42:58  | Anna Zdziebło LKS Stal Mielec           | 1:43:54 SB |

## Bieg 24-godzinny
17. Mistrzostwa Polski w biegu 24-godzinnym zostały rozegrane 10–11 maja w Pabianicach.
| Konkurencja: | 1. miejsce                                | Rezultat     | 2. miejsce                          | Rezultat     | 3. miejsce                                      | Rezultat     |
| Mężczyźni    | Mariusz Napiórkowski LKS Korab Olecko     | 276 km 081 m | Leszek Małyszek KS AZS AWF Katowice | 252 km 845 m | Jakub Śleziak KS AZS AWF Katowice               | 244 km 222 m |
| Kobiety      | Patrycja Bereznowska Wieliszew Heron Team | 263 km 178 m | Anna Kapica CWKS Resovia Rzeszów    | 232 km 533 m | Milena Grabska-Grzegorczyk UKS Azymut Pabianice | 223 km 038 m |

## Wieloboje
Mistrzostwa Polski w wielobojach zostały rozegrane w Warszawie od 18 do 19 maja na stadionie lekkoatletycznym im. Zygmunta Szelesta.

### Mężczyźni
| Konkurencja:  | 1. miejsce                   | Rezultat | 2. miejsce                          | Rezultat | 3. miejsce                            | Rezultat |
| Dziesięciobój | Paweł Wiesiołek Warszawianka | 7519 pkt | Artur Brzeziński KS AZS AWF Wrocław | 7108 pkt | Oliwier Przybylski KS AZS AWF Wrocław | 6812 pkt |

### Kobiety
| Konkurencja: | 1. miejsce                  | Rezultat | 2. miejsce                  | Rezultat | 3. miejsce               | Rezultat |
| Siedmiobój   | Paulina Ligarska SKLA Sopot | 6098 pkt | Sophia Mulder OŚ AZS Poznań | 5788 pkt | Edyta Bielska SKLA Sopot | 5692 pkt |

## Bieg na 10 km
15. Mistrzostwa Polski w biegu ulicznym na 10 kilometrów mężczyzn zostały rozegrane 3 sierpnia w Gdańsku w ramach biegu św. Dominika. 13. Mistrzostwa Polski w biegu ulicznym na 10 kilometrów kobiet zostaną rozegrane 20 października w Kole.
| Konkurencja: | 1. miejsce                    | Rezultat | 2. miejsce                             | Rezultat | 3. miejsce                                   | Rezultat |
| Mężczyźni    | Mateusz Kaczor RLTL GGG Radom | 29:48    | Aleksander Wiącek OKS Start Otwock     | 30:20    | Wiktor Antosz Kraków Athletics Team          | 30:23    |
| Kobiety      | Sabina Jarząbek KKL Kielce    | 32:22    | Aleksandra Lisowska KS AZS UWM Olsztyn | 32:44    | Aleksandra Brzezińska CWZS Zawisza Bydgoszcz | 33:05    |

## Biegi sztafetowe
7. Mistrzostwa Polski w biegach sztafetowych zostały rozegrane w Słubicach 14 września.

### Mężczyźni
| Konkurencja:       | 1. miejsce                                                                                  | Rezultat | 2. miejsce                                                                            | Rezultat | 3. miejsce                                                                                    | Rezultat |
| Sztafeta 4 × 200 m | UMLKS Pegaz Opoczno Daniel Szymański Mario Barra-Strzemiński Bartek Bazaniak Adrian Wójciak | 1:30,07  | LKS MOSiR Sieradz Jarosław Gołąb Bartosz Cierplikowski Miłosz Jarząb Jakub Pędziwiatr | 1:30,39  | KL Lumel Zielona Góra Borys Duchnowski-Szczotka Wiktor Zasada Wojciech Kaczmarek Dawid Tatara | 1:30,61  |

### Kobiety
| Konkurencja:       | 1. miejsce                                                                        | Rezultat | 2. miejsce                                                                                 | Rezultat | 3. miejsce                                                                      | Rezultat |
| Sztafeta 4 × 200 m | AZS-AWF Gorzów Kaja Wesołowska Martyna Trocholepsza Olga Kuczmyło Marika Majewska | 1:42,03  | AZS KU Politechniki Opolskiej Opole Julia Uznańska Maja Kleszno Alicja Lach Olivia Greiner | 1:44,23  | AL Międzyzdroje Hanna Owczaruk Zuzanna Ziomko Aleksandra Cieśla Maja Czajkowska | 1:45,46  |

### Sztafety mieszane
| Konkurencja:           | 1. miejsce                                                                                      | Rezultat | 2. miejsce                                                                                    | Rezultat | 3. miejsce                                                                                   | Rezultat |
| Sztafeta 4 × 400 m     | KS AZS AWF Warszawa Szymon Dziuba Weronika Bielińska Jakub Szkudlarek Agnieszka Chorzępa        | 3:39,04  | AZS KU Politechniki Opolskiej Opole Dawid Buck Alicja Lach Szymon Łysiak Olivia Greiner       | 3:42,58  | KS AZS AWF Warszawa II Tomasz Zawadzki Julia Słocka Dominik Adamczewski Małgorzata Strzeżysz | 3:44,15  |
| Sztafeta 2 × 2 × 400 m | KS Prefbet-Sonarol Łomża Piotr Dąbrowski Martyna Krawczyńska                                    | 3:59,22  | AZS-AWF Gorzów Eryk Kubiś Martyna Trocholepsza                                                | 4:12,06  | KS Sprintwarsaw Arkadiusz Skrobiński Anna Ciesielska                                         | 4:17,76  |
| Sztafeta 4 × 800 m     | KS Prefbet-Sonarol Łomża Konrad Zaleski Justyna Korytkowska Piotr Dąbrowski Martyna Krawczyńska | 8:36,77  | MLUKS Rawa – Rawa Mazowiecka Maciej Budziński Natalia Piotrowska Szymon Staroń Martyna Sęczek | 9:03,71  | UKS Achilles Leszno Oskar Wojciechowski Zofia Teofilewska Tomasz Janiak Amelia Tyczyńska     | 9:23,23  |

## Chód na 35 km
3. Mistrzostwa Polski kobiet i mężczyzn w chodzie na 35 kilometrów miały odbyć się 31 sierpnia w Sulejówku – zawody zostały odwołane.
| Konkurencja: | 1. miejsce | Rezultat | 2. miejsce | Rezultat | 3. miejsce | Rezultat |
| Mężczyźni    | odwołane   |          |            |          |            |          |
| Kobiety      | odwołane   |          |            |          |            |          |

## Biegi przełajowe
96. Mistrzostwa Polski w biegach przełajowych zostały rozegrane 23 listopada w Bytomiu.

### Mężczyźni
| Konkurencja:           | 1. miejsce                                    | Rezultat | 2. miejsce                            | Rezultat | 3. miejsce                             | Rezultat |
| Bieg przełajowy (2 km) | Filip Rak AZS KU Politechniki Opolskiej Opole | 5:53     | Michał Groberski UKS Barnim Goleniów  | 5:58     | Dawid Borowski KS Stal LA Ostrów Wlkp. | 6:01     |
| Bieg przełajowy (6 km) | Kamil Herzyk SLiS JUST TEAM Bielsko-Biała     | 18:44    | Dariusz Boratyński KS AZS AWF Wrocław | 18:50    | Maciej Megier AZS-AWFiS Gdańsk         | 18:50    |

### Kobiety
| Konkurencja:           | 1. miejsce                             | Rezultat | 2. miejsce                           | Rezultat | 3. miejsce                               | Rezultat |
| Bieg przełajowy (2 km) | Magdalena Breza ULKS Talex Borzytuchom | 7:05     | Malwina Misjan KS Team Baryła Gorzów | 7:08     | Małgorzata Czarnota UMKS Nadir Jędrzejów | 7:17     |
| Bieg przełajowy (6 km) | Patrycja Kapała AZS UMCS Lublin        | 21:39    | Julia Koralewska AZS-AWFiS Gdańsk    | 21:57    | Beata Niemyjska LKS Zantyr Sztum         | 21:59    |

## Źródła
- 100. PZLA Mistrzostwa Polski Bydgoszcz, 27-29 czerwca 2024 [online], pzla.pl [dostęp 2024-07-14] (pol.).